# Eulampis jugularis
El colibrí caribeño gorgimorado (Eulampis jugularis), también denominado zumbador de garganta púrpura, zumbador gorgimorado o zumbador de garganta roja, es una especie de ave apodiforme de la familia Trochilidae, una de las dos pertenecientes al género Eulampis. Es nativo de las Antillas Menores.

## Distribución y hábitat

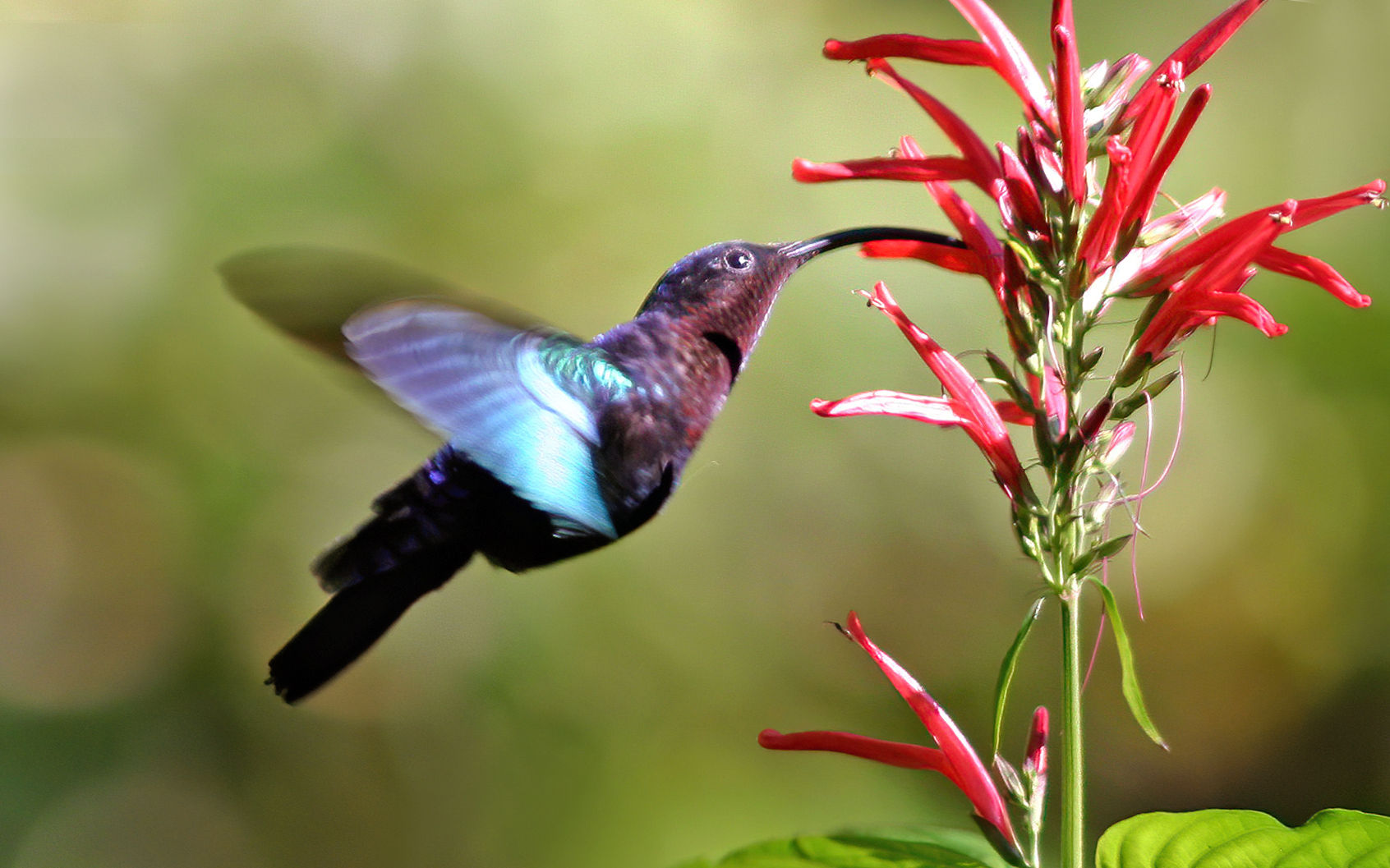
Hembra libando de una flor.

Se reproduce en Saba, San Eustaquio, Antigua, San Cristóbal y Nieves, Dominica, Guadalupe, Martinica, Montserrat,  Santa Lucía y San Vicente. Se han observado ejemplares vagabundos en Barbados, Anguila, Barbuda, Granada y las Islas Vírgenes de los Estados Unidos.
Esta especie es un residente común en sus hábitats naturales: el dosel y los bordes de selvas húmedas y bosques nubosos en altitudes entre 70 y 1200 m. Está particularmente asociada con Heliconia bihai y Heliconia caribaea, importantes fuentes de néctar, su principal alimento.

## Descripción
El colibrí caribeño gorgimorado se destaca por su dimorfismo sexual, a pesar de la apariencia similar. El macho es más grande y fuerte que la hembra y su pico es recto y más corto. El pico de la hembra es curvado y un 30% más largo que el del macho.

## Sistemática

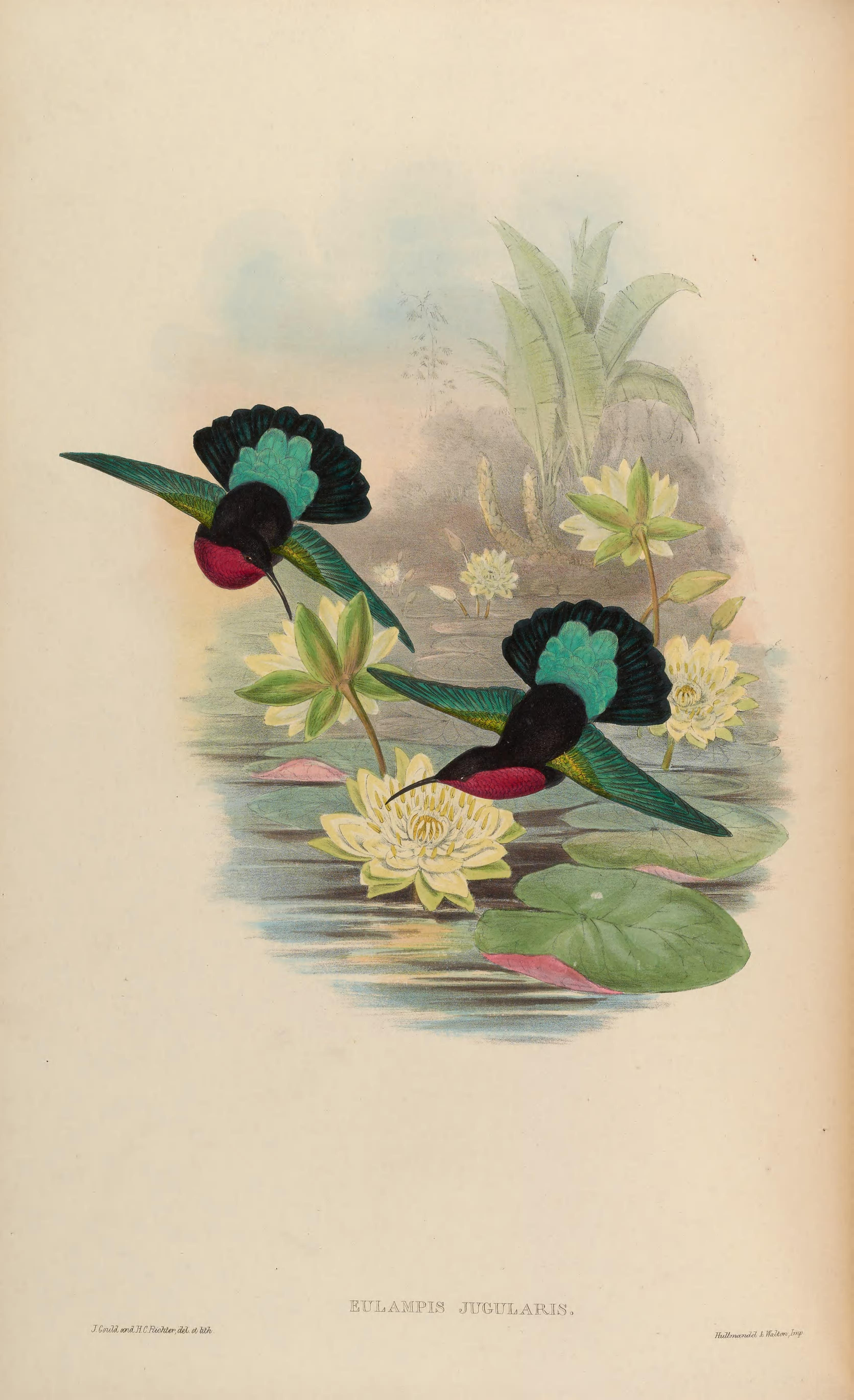
Eulampis jugularis, ilustración de Gould y Richter en A monograph of the Trochilidae, or family of humming-birds vol. 2, 1861.

### Descripción original
La especie E. jugularis fue descrita por primera vez por el naturalista sueco Carlos Linneo en 1766 bajo el nombre científico Trochilus jugularis; su localidad tipo es: «Cayena, Surinam», error, enmendado para «Antillas Menores».

### Etimología
El nombre genérico masculino «Eulampis» proviene de la palabra del griego «eulampēs» que significa ‘brillante’; y el nombre de la especie «jugularis», en latín medio significa ‘de la garganta’.

### Taxonomía
Es monotípica.